# Haus Hannemann
Das denkmalgeschützte Haus Hannemann, benannt nach dessen ersten Bewohner dem Ingenieur August Hannemann, befindet sich an der Lantzallee 18–20 im Düsseldorfer Stadtteil Lohausen.

## Beschreibung

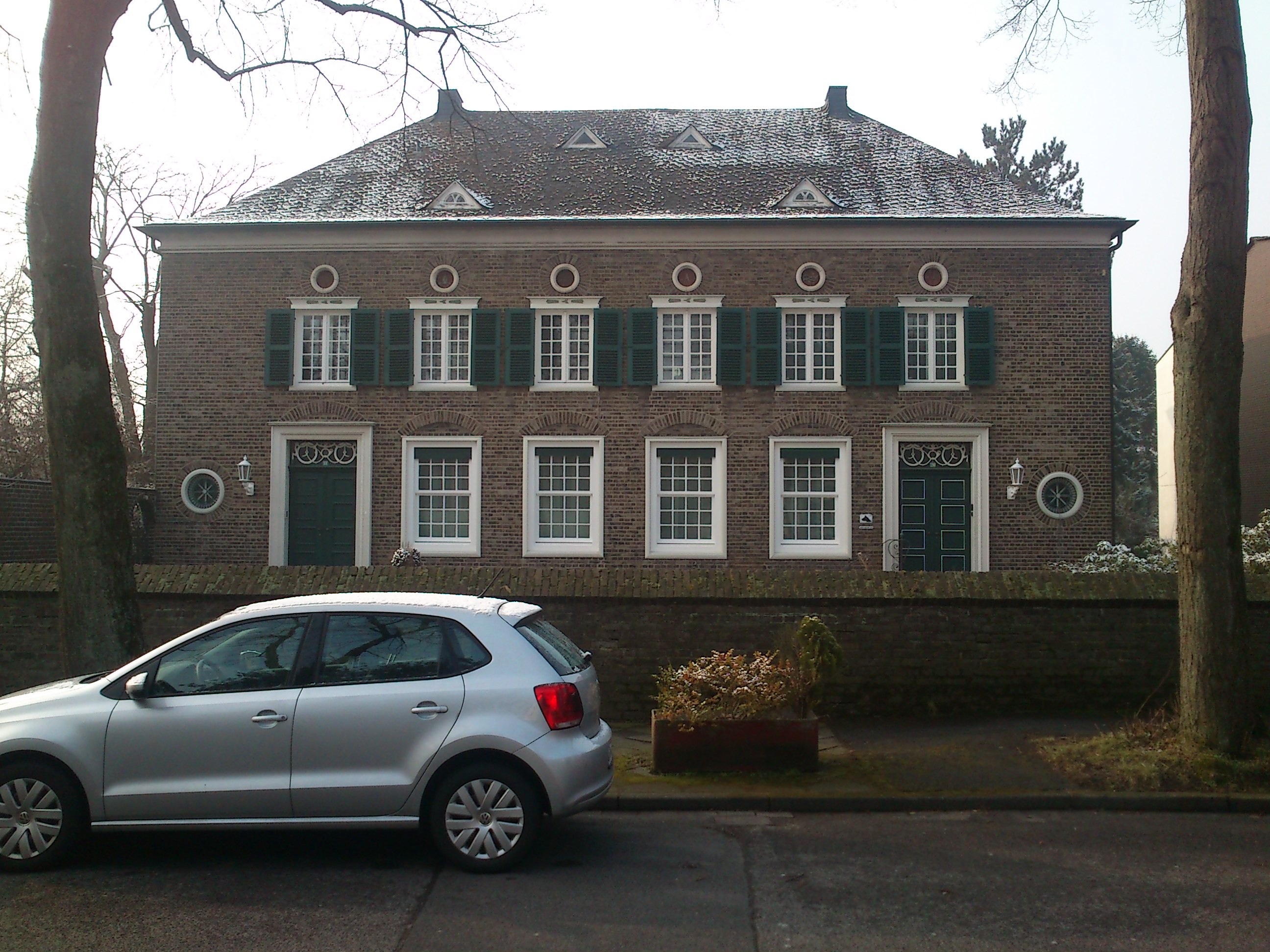
Haus Hannemann, Lantzallee Lohausen

Es ist ein Doppelhaus, dessen Straßenfront sechs Achsen umfasst. Die Fassade schließt nach oben mit einem kräftigen Traufgesims ab. Die Erdgeschossfenster werden mit Werkstein eingefasst, die Fenster im Obergeschoss werden von Schlagläden flankiert. Darüber befinden sich Rundfenster im Mezzaningeschoss. Die denkmalgeschützte Villa wurde 1925 nach Entwürfen von Hanns Hübbers (* 1893) erbaut und gilt als „englisches Landhaus mit Anklängen an den Palladianismus“ und als „typisches Beispiel für die fast ausschließlich konservative Moderne im Landhausbau jener Jahre“. Das Haus gilt ebenso als Beispiel für eine „dominierende Tendenz in jenen Jahren“. Stilistisch ist das Haus Hannemann mit den Villen an der Meliesallee in Düsseldorf-Benrath, wie z. B. dem Haus Meliesallee 24, Haus Meliesallee 17 und Haus Meliesallee 7, oder mit Theodor Merrills Häusern in Köln vergleichbar.